# لي شامبرلن
لي شامبرلن (بالإنجليزية: Lee Chamberlin)‏ هي ممثلة أمريكية، ولدت في 14 فبراير 1938 في نيويورك في الولايات المتحدة، وتوفيت في 25 مايو 2014 في تشابل هيل في الولايات المتحدة بسبب سرطان.

## وصلات خارجية
- لي شامبرلن على موقع IMDb (الإنجليزية)
- لي شامبرلن على موقع تيرنر كلاسيك موفيز (الإنجليزية)
- لي شامبرلن على موقع إن إن دي بي (الإنجليزية)
- لي شامبرلن على موقع ديسكوغز (الإنجليزية)
- لي شامبرلن على موقع قاعدة بيانات الفيلم (الإنجليزية)